# Гретцки, Паулина
Паулина Гретцки (англ. Paulina Gretzky; род. 19 декабря 1988) — американская фотомодель и певица.

## Биография
Паулина Мэри Джин Гретцки родилась 19 декабря 1988 года в Лос-Анджелесе. Она — старшая из 5 детей знаменитого канадского хоккеиста Уэйна Гретцки и американской актрисы Джанетт Джонс. У Паулины есть младшие братья Тай, Трэвор и Тристан, а также сестра Эмма. Окончила школу Найтингейл-Бэмфорд в Нью-Йорке, занималась в американской школе балета. Не стала поступать в колледж, чтобы начать карьеру фотомодели.
С 2011 года Паулина встречается с гольфистом Дастином Джонсоном, с которым она помолвлена с августа 2013 года. У пары есть два сына — Тейтум Гретцки Джонсон (род. 19.01.2015) и Ривер Джонс Джонсон (род. 12.06.2017).

## Карьера
Начала карьеру фотомодели в августе 2005 года со съёмок для канадского журнала «Flare». Позже снималась для журналов «Maxim», «Sports Illustrated» «Golf Digest» и других. В 2014 году заняла 59 место в списке «AskMen».
В 2006 году выпустила дебютный музыкальный сингл «Collecting Dust» в стиле поп.

## Фильмография
| Год  |     | Русское название      | Оригинальное название    | Роль        |
| ---- | --- | --------------------- | ------------------------ | ----------- |
| 2000 | кор | Богу мы доверяем      | In God We Trust          | девочка     |
| 2003 | док | Окончательный Гретцки | Ultimate Gretzky         | камео       |
| 2005 | с   | Жизнь и эпоха         | Life and Times           | камео       |
| 2009 | ф   | Слава                 | Fame                     | блондинка   |
| 2010 | с   | Прекрасная дикость    | Pretty Wild              | камео       |
| 2012 | ф   | Пушки, тёлки и азарт  | Guns, Girls and Gambling | заместитель |
| 2013 | ф   | Одноклассники 2       | Grown Ups 2              | Дэйзи       |